# Current 93

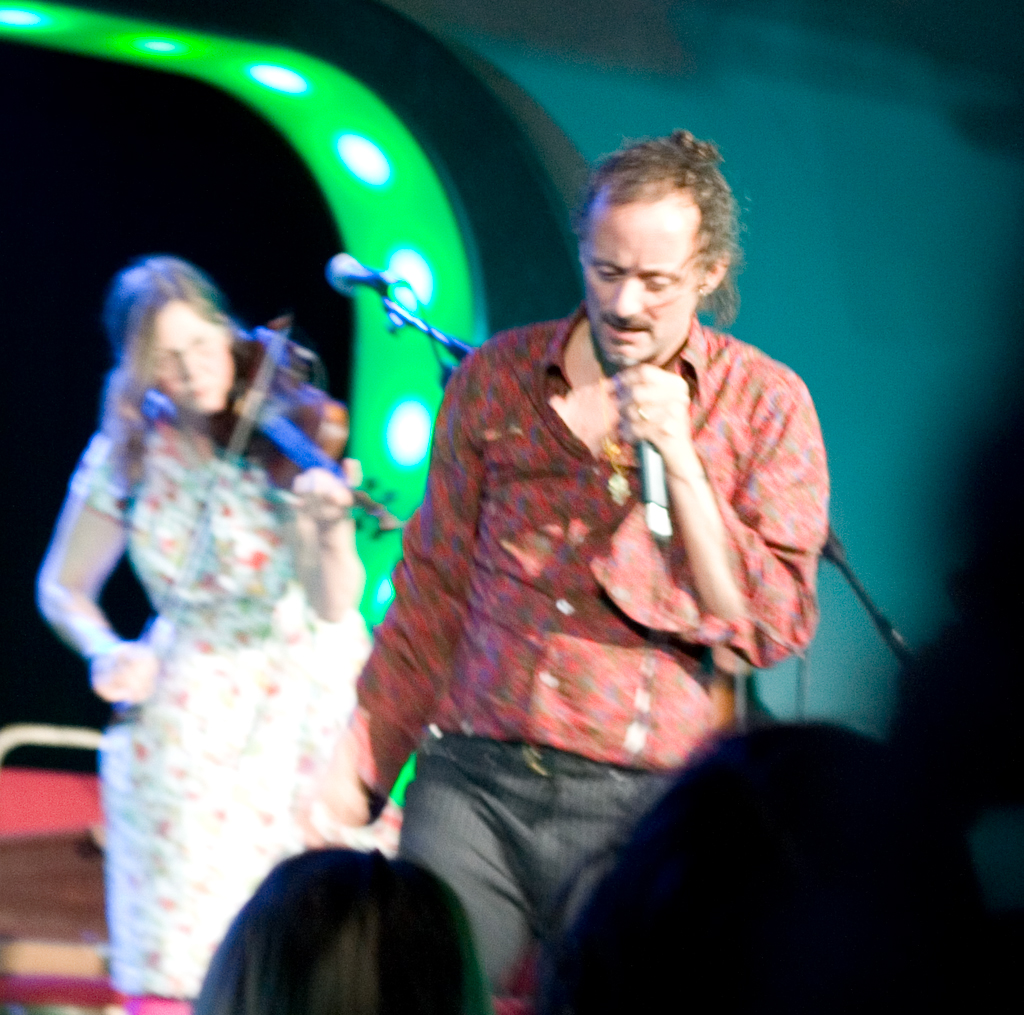
Current 93 bei einem Auftritt am 19. Mai 2007

Current 93 ist ein britisches Musikprojekt, das 1982 von David Tibet (Geburtsname: David Michael Bunting) gegründet wurde. Den Namen „Tibet“ erhielt er von seinem damaligen Weggefährten Genesis P-Orridge aufgrund seines Interesses für Tibet und Alttibetisch. Der Bandname ist angelehnt an den Zahlenwert nach gematrischer Berechnung der Wörter Thelema und Agape, die in thelemischen Kreisen auch als „93er Strom“ oder „Current 93“ ausgesprochen wird.

## Beteiligte Musiker
Vor der Gründung von Current 93 war Tibet bei Psychic TV und 23 Skidoo aktiv gewesen, die beide ihre Wurzeln in der frühen Industrial-Bewegung hatten. Nach der Veröffentlichung der LP LAShTAL spielte er unter dem Namen Dogs Blood Order zwei Konzerte, deren Lieder sich auf dem später veröffentlichten Current-93-Album Dogs Blood Order befinden.
An Current 93 beteiligen sich viele verschiedene Musiker, David Tibet jedoch ist die einzige konstante Besetzung der Gruppe. Von den anderen Mitwirkenden ist zuerst Steven Stapleton von Nurse With Wound zu nennen, der auf beinahe jedem Album vertreten ist. Die zweite Konstante bildet seit den frühen 1990ern der Gitarrist und Pianist Michael Cashmore (ehemals Nature and Organisation), der einen Großteil der Musik für Current 93 komponiert. An den früheren Aufnahmen der Band wirkten des Weiteren Steve Ignorant und Little Annie (beide u. a. Crass), bis einschließlich Thunder Perfect Mind Douglas Pearce (Crisis, Death in June), John Balance (Coil), Boyd Rice, Tony Wakeford (Sol Invictus), Björk, Nick Cave, Joolie Wood und Rose McDowall mit. In den letzten Jahren kamen u. a. die Folksängerin Shirley Collins, Christoph Heemann (Hirsche Nicht Aufs Sofa), Tibets Ehefrau Andria Degens, der Autor Thomas Ligotti, Antony Hegarty (Antony and the Johnsons), Will Oldham, Baby Dee, Simon Finn, Marc Almond, Andrew W. K., Om, Sasha Grey und Keith Wood (Hush Arbors) hinzu.

## Stil
Current 93 ließen sich nie auf einen bestimmten Stil oder ein bestimmtes Genre festlegen, oftmals wechselte der Klang der Aufnahmen mit den jeweiligen Musikern, mit denen Tibet sich jeweils zu arbeiten entschloss. Dennoch sind bestimmte Phasen mit spezifischen stilistischen und auch inhaltlichen Schwerpunkten auszumachen. Besonders die Soundscape-artigen Kompositionen der frühen 1980er Jahre sind oft sehr rau und atonal und basieren teilweise auf Kollagen aus Noise-Loops, gesampleten gregorianischen Mönchsgesängen und verzerrten Schreien. Somit stehen die frühen Current 93 auch der Industrial-Musik nahe. Gleichsam können LAShTAL und Nature Unveiled als wegweisend für das Ritual-Umfeld betrachtet werden. Tibet selbst stand der Kategorisierung als Industrial-Band allerdings eher kritisch gegenüber und betonte, u. a. wegen der besonderen Länge vieler Stücke, eine Nähe zum Krautrock. Thematisch ist diese frühe Phase sehr stark von okkulten Themen geprägt, die primär von Aleister Crowleys Werken beeinflusst waren. Einen weiteren Themenschwerpunkt bildete damals der Maldoror-Stoff des französischen Decadénce-Autors Comte de Lautréamont.
Beim Album Dawn bemerkte Tibet, dass er sich von der seiner Meinung nach wichtigsten Sache, der Zentralität der Emotion, der Vermittlung der eigenen Emotionen, entfernt hatte; er selbst hielt es für „grauenvoll: zu einfach, zu simpel“, und auch sein persönlicher Musikgeschmack veränderte sich. Auch von der Musik von Shirley Collins beeinflusst, kehrte Tibet zu dem zurück, was ihn bewegte, nämlich Kinderreimen und Folk. Mit Swastikas for Noddy löste Tibet sich vollends von den Geräuschkulissen seiner Industrial-Vergangenheit. Ende der 1980er griff Tibet zunehmend Themen der Gnosis, des Hinduismus und Buddhismus auf, die er im weiteren Verlauf der Bandgeschichte immer mehr mit einem positiven Blick auf die christliche Heillehre verknüpfte; wichtige Alben dieser Phase sind Imperium, Swastikas for Noddy und Earth Covers Earth (auf dem Tibet nur wenige Texte selbst schrieb und stattdessen auf Gedichte z. B. von John Hall zurückgriff). Zu dieser Zeit bekamen Gesang und Texte generell einen größeren Stellenwert. Musikalisch wendeten sich Current 93 immer mehr einem auf Akustikgitarren basierenden melodischen Klangbild zu, weshalb die Band schnell als Wegbereiter des Neofolk, später sogar des Weird Folk betrachtet wurde. Vor allem das Album Thunder Perfect Mind von 1992 wird von vielen als vollständiger Übergang zum Folk gewertet und gilt gleichzeitig als eines der wichtigsten Alben von Current 93. Ab der zweiten Hälfte der 1990er erfolgte um Soft Black Stars und Sleep Has His House eine Phase noch größerer Abwendung vom esoterischen Themenschwerpunkt des Frühwerks zugunsten introspektiver, selbstanalytischer Texte. In dieser Zeit legte Tibet auch sein Pseudonym vorübergehend ab und benutzte nur seine beiden Vornamen, ebenso wurde eine Zeit lang die Schreibweise Current Ninety Three verwendet.
Seit dem 2006er Album Black Ships Ate the Sky scheinen Current 93 allerdings so etwas wie eine Synthese vieler bisheriger Schwerpunkte anzustreben, was sich neben den Liedtexten auch in der Wiederveröffentlichung und Überarbeitung früher Alben zeigt. Das Konzeptalbum basiert auf einer Vision Tibets, „dass der Antichrist in schwarzen Schiffen kommen würde, die den Himmel auffressen“. Das dabei immer wieder wiederholte Lied Idumæa, das von Charles Wesley geschrieben wurde, soll daran erinnern, dass der aktuellen Periode das Urteil folgen werde; Tibet betont jedoch, nicht missionieren zu wollen. Aus Black Ships Ate the Sky und den Nachfolgern Aleph at Hallucinatory Mountain und Baalstorm, Sing Omega wurde eine Art Trilogie, von Tibet jedoch ursprünglich konzipiert als „separate Alben […], die für sich Sinn ergaben“, und nicht bewusst als Trilogie geschrieben wie die The-Inmost-Light-Trilogie. Auf den jüngsten Aufnahmen finden sich verstärkt Rock-Elemente, das 2009 erschienene Album Aleph at Hallucinatory Mountain ist deutlich von Krautrock, Psychedelic Rock und Metal inspiriert und weicht in seiner Grundstimmung allein durch den wieder sparsameren Einsatz akustischer Instrumente deutlich vom Vorgänger ab. Man findet hier auch Anleihen an typische Konzeptalben der 70er-Jahre, der gesamte Text ist im Booklet als eine Einheit abgedruckt und mit Elementen des koptischen Christentums gespickt, dem aktuell Tibets besonderes Interesse gilt. Die Texte dieser Trilogie sind „nach einer Zeit der Introspektion zu einer völlig eigenen und oftmals in ihrer Metaphorik und Bildlichkeit […] kaum zu durchdringenden Mischung aus Autobiographischem und Kosmischem geworden“; Tibet beschreibt die Geschichte der Alben als „theologisch im weitesten Sinne des Wortes“, als „Geschichten eines Fortschreitens von der Geburt bis zum Tod, von Fehlern hin zur Erlösung“, die mit seinem eigenen Leben verbunden seien. Auf Aleph at Hallucinatory Mountain werden unter anderem der Höllensturz Luzifers, die Geburt des ersten Menschen und das Kommen Jesu Christi als des zweiten Adams, verbunden mit der Geschichte Kains und damit „des […] Einbruch[s] des Mordes in die Welt“. Mit der Abstammung des Menschen von Adam sei dies die Geschichte aller Menschen, so Tibet:

„Wenn ich also sage: ‚Ich bin Aleph, ich bin Adam‘, ist es so, dass wir das alle sagen können. Vielleicht würde eine Frau sagen: ‚Ich bin Eva‘, aber auch sie könnte sagen: ‚Ich bin Adam‘. Dies ist die Geschichte von uns allen. Wir sind alle Adam, wir sind alle da hinein geboren. Wir wurden geschaffen, wir stammen von Adam ab und wir teilen seine Erfahrungen. Was ich also mache, ist, dass ich über mich selbst spreche, aber auch darüber, wie wir alle existieren.“

## Veröffentlichungen (Auswahl)
- LAShTAL 12" (1983)
- Nature Unveiled (1984)
- Dogs Blood Rising (1984)
- Live at Bar Maldoror (1985)
- In Menstrual Night (1986)
- Dawn (1987)
- Crowleymass (mit HÖH) (1987)
- Imperium (1987)
- Swastikas for Noddy (1988)
- Christ and the Pale Queens Mighty in Sorrow (1988)
- Earth Covers Earth (1988)
- Looney Runes (1990)
- Horsey (Split mit Nurse          with Wound, Sol Invictus) (3 Lp Box 1991)
- Island (mit HÖH) (1991)
- As the World Disappears (live) (1991)
- Thunder Perfect Mind (1992)
- Of Ruine or Some Blazing Starre (1994)
- The Fire of the Mind (1994)
- Tamlin (1994)
- Where the Long Shadows Fall (1995)
- All the Pretty Little Horses (1996)
- The Starres Are Marching Sadly Home (1996)
- In A Foreign Town, In A Foreign Land (1997)
- Horsey (1997)
- Soft Black Stars (1998)
- Calling For Vanished Faces (1999)
- All Dolled Up Like Christ (live) (1999)
- Sleep Has His House (2000)
- Faust (2000)
- Cats Drunk on Copper (live) (2001)
- Music for the Horse Hospital (2002)
- The Seahorse Rears to Oblivion (2003)
- Halo (2003)
- 666-SickSickSick (2004)
- How He Loved the Moon (Moonsongs for Jhonn Balance) (2005)
- Black Ships Ate the Sky (2006)
- Black Ships Eat the Sky (alternative Version des gleichzeitigen Albums in 1000er-Auflage, 2006)
- Birdsong in the Empire – Live in Toronto 2005 (2007)
- Birth Canal Blues (EP, 2008)
- Aleph at Hallucinatory Mountain (2009)
- Monohallucinatory Mountain (limitierte monophone Version des gleichzeitigen Albums, 2009)
- Baalstorm, Sing Omega (2010)
- Honeysuckle Aeons (2011)
- And When Rome Falls (2012)
- I Am The Last Of All The Field That Fell (A Channel) (2014)
- The Light Is Leaving Us All (2018)
- Invocations of Almost (2019)
- If a City Is Set Upon a Hill (2022)